# Vườn quốc gia Daisen-Oki
Vườn quốc gia Daisen-Oki (大山隠岐国立公園 Daisen Oki Kokuritsu Kōen) là một vườn quốc gia nằm tại các tỉnh Okayama, Shimane, Tottori thuộc vùng Chugoku, Honshu, Nhật Bản. Núi Daisen là trọng tâm của vườn quốc gia này và cũng là điểm cao nhất của vườn quốc gia. Cùng với đó là một loạt các dạng địa hình bao gồm các núi lửa và đồng bằng Hiruzen, núi Kenashi, núi Sanbe, và núi Hōbutsu. Khu vực đồng bằng Izumo của vườn quốc gia là nơi có đền thờ Thần đạo lâu đời nhất tại Nhật Bản, đền thờ Izumo-Taisha. Quần đảo Oki cũng là một thành phần quan trọng của vườn quốc gia. Nơi đây được thành lập vào năm 1936 với tên ban đầu là Vườn quốc gia Daisen (大山国立公园 Daisen Oki Kokuritsu Koen ?). Năm 1961, nó được mở rộng và đổi tên khi quần đảo Oki và các khu vực của tỉnh Shimane đã được thêm vào.